# ウインドパーク

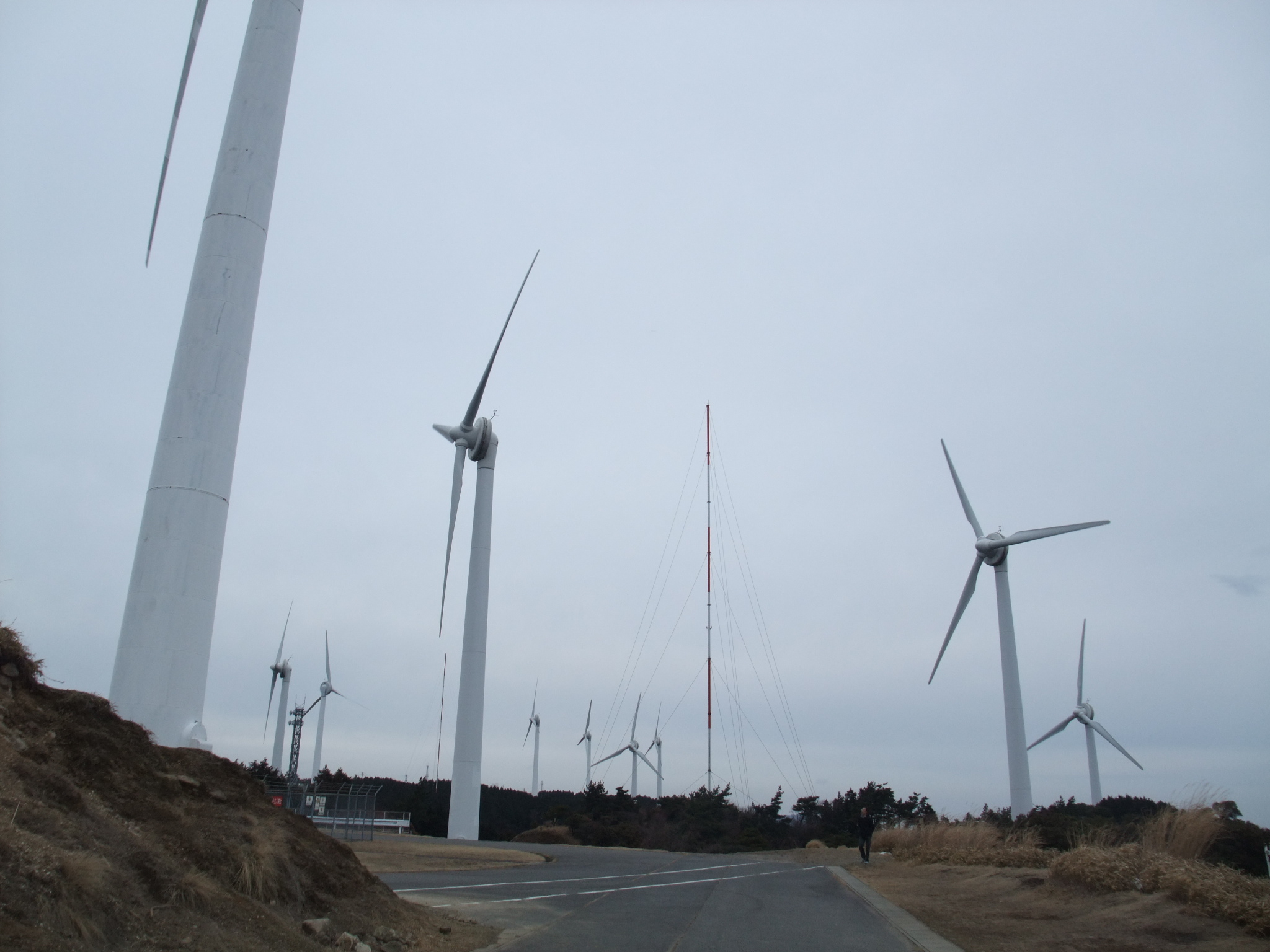
ウインドパーク

ウインドパークは、中部電力グループのシーテックが保有・運営し、三重県津市・伊賀市の青山高原に位置する集合型風力発電所の各施設に冠された名称。シーテックの風力発電事業としては唯一の単独事業である。風車29基から成り、総出力は57,000kw。

## 構成する風力発電所
以下の風力発電所が存在する。位置関係は南からウインドパーク久居榊原、ウインドパーク美里、ウインドパーク笠取、ウインドパーク布引北となっている。
ウインドパーク久居榊原
最大出力1,500kwの日立製作所製誘導発電機2基で総出力3,000kwを持つ風力発電所。1999年に久居市（後に津市）が建設し、2012年にシーテックに譲渡され、2019年に建て替えが行われている。
ウインドパーク美里
最大出力2,000kwのガメサ・エオリカ製誘導発電機8基で総出力16,000kwを持つ風力発電所。2006年に運用開始。
ウインドパーク笠取
最大出力2,000kwの日本製鋼所製同期発電機19基で総出力38,000kwを持つ風力発電所。2010年に運用開始。
ウインドパーク布引北
計画中の施設。最大出力2300kwの風車28基で総出力64,000kwを予定。仮称であり、また「ウインドパークあわ・こうち」という別の仮称も見られる。

## 近隣の風力発電所
青山高原にはウインドパーク各施設のほか、シーテックと自治体が出資する第三セクターによって保有・運営されている青山高原ウインドファームの風車60基、総出力95,000kwも存在し、全てを合わせた風車89基、総出力152,000kwは日本の風力発電所の中で最大規模である。